# Escuder (Estamariu)
L'Escuder és una muntanya de 1.225 metres que es troba al municipi d'Estamariu, a la comarca de l'Alt Urgell.